# Xena: Warrior Princess - Girls Just Wanna Have Fun
Xena: Warrior Princess - Girls Just Wanna Have Fun is een computerspel voor het platform Microsoft Windows. Het spel werd uitgebracht in 1999. 